# Безпарашутне десантування

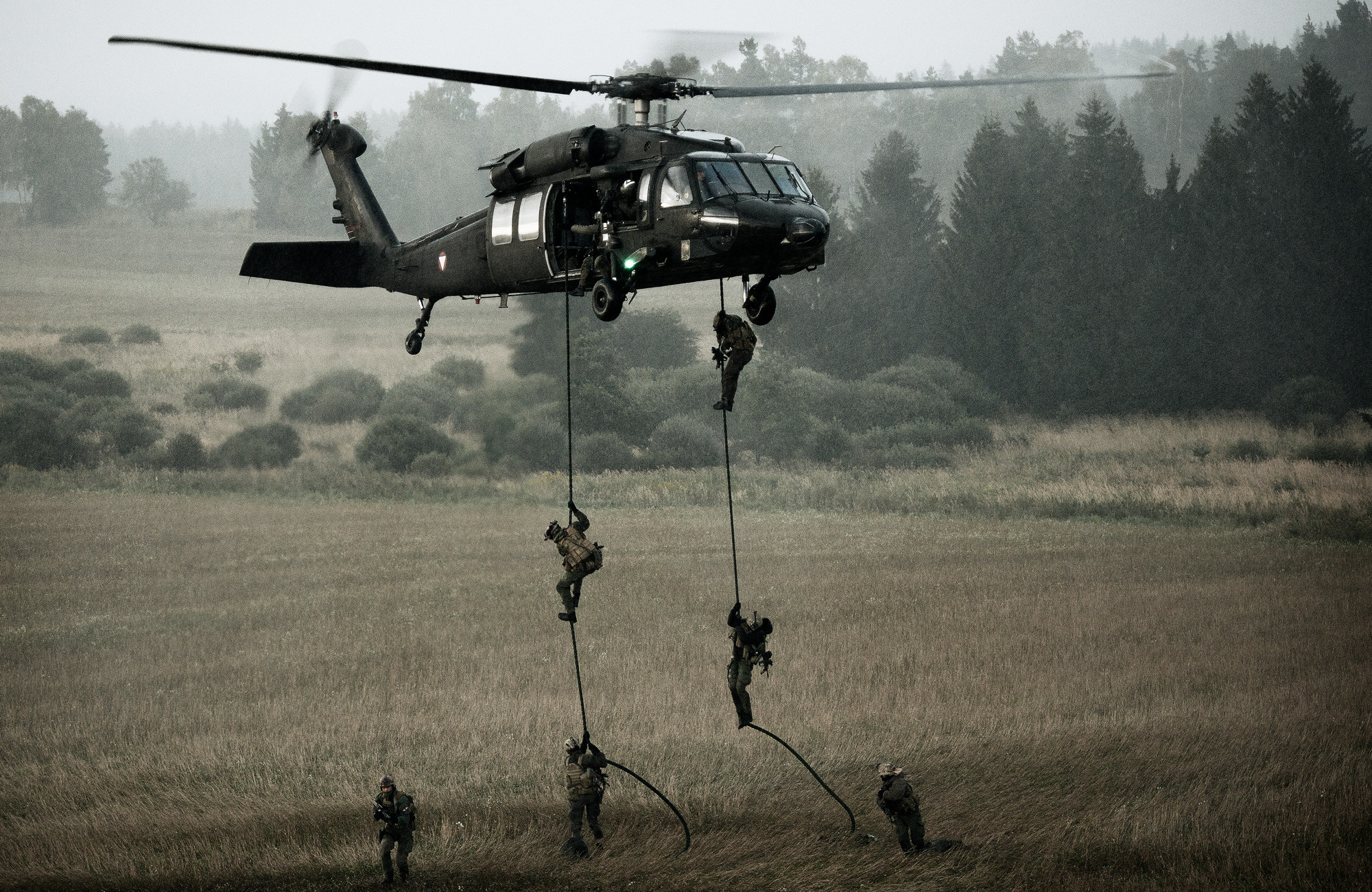
Jagdkommando висаджуються з гелікоптера Black Hawk

Безпарашутне десантування — техніка спуску з гелікоптера, при якій десантник зісковзує вниз по спеціальному канату, тримаючись за нього руками, подібно до використання пожежної жердини. Такий спосіб десантування дозволяє швидко здійснювати висадку військ у місцях, де небажане або неможливе приземлення чи тривале зависання на наднизькій висоті: наприклад, у лісі, на болотистій місцевості, в умовах щільної забудови, висадки на частково заміновані ділянки місцевості, дах будівлі чи палубу корабля тощо.
Цей спосіб був розроблений у Великій Британії у співпраці з виробником мотузок Marlow Ropes і вперше використаний у бойових діях під час Фолклендської війни. Англійською мовою він називається фастропінг (fast-roping) від назви каната, який для цього використовується (англ. fast-rope, дос. «швидка мотузка»).

## Обладнання і спосіб використання

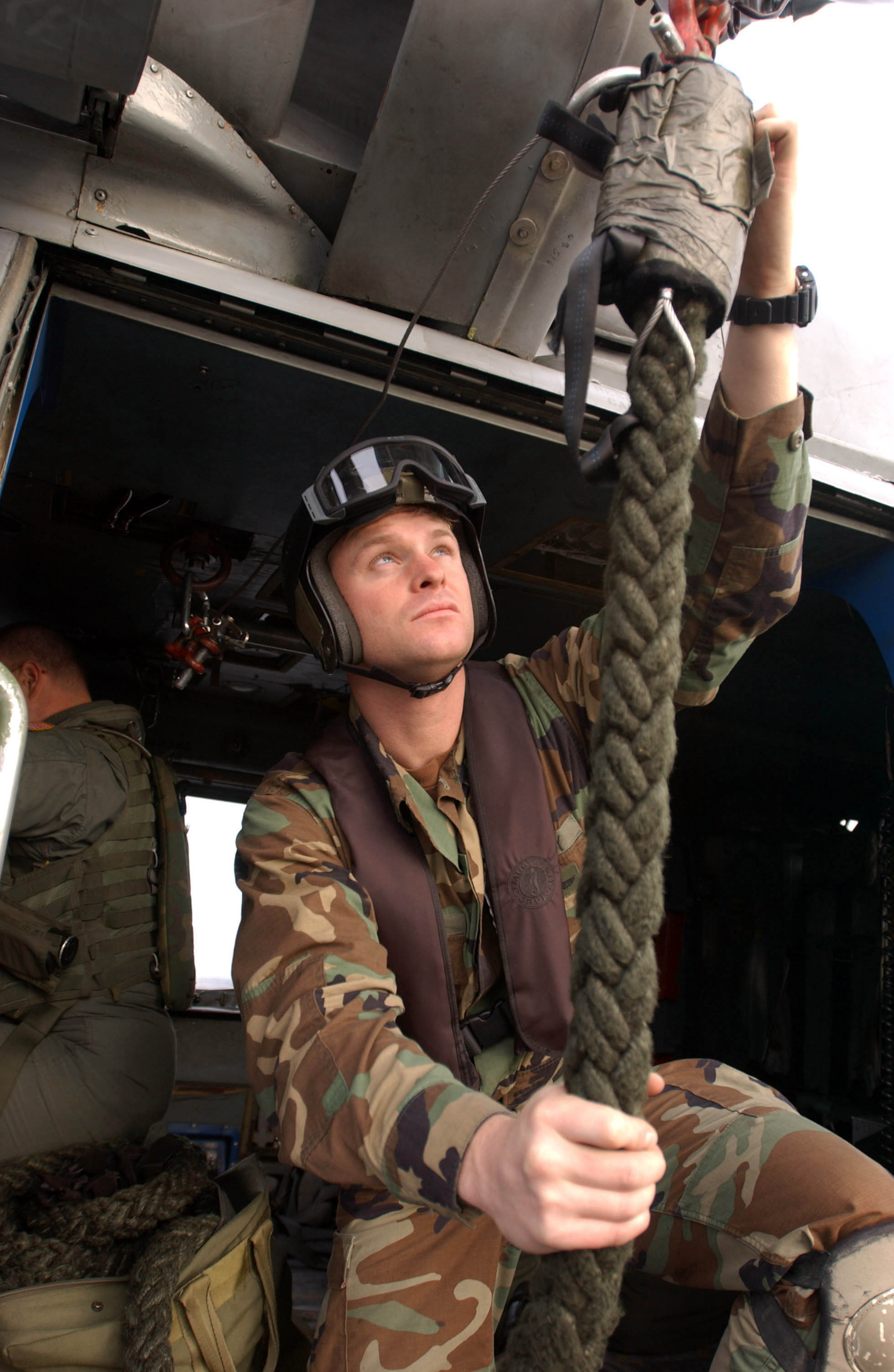
Боєць флоту США кріпить канат для фастропінгу

Перші мотузки для фастропінгу були гладенькими, щоб по ним можна було швидше ковзати, але сучасні канати плетені, щоб на них було легше утриматися. Найдовші канати, які використовуються для такого методу, мають довжину приблизно 40 м.
Щоб запобігти розгойдуванню від роботи гвинта гелікоптера, канат має бути важким. Зазвичай для цього вистачає зробити його достатньо товстим, діаметром близько 40 мм. Деякі канати мають баласт на нижньому кінці або уважчуючу серцевину. Часто десантник, який приземлився першим, притримує нижній кінець каната, поки спускаються інші.
Принаймні 1 м мотузки має лежати на землі, щоб десантники залишалися в контакті з канатом до самого торкання землі. Це пов'язано з тим, що під час зависання гелікоптер коливається вгору-вниз навіть у безвітряну погоду.
Ця техніка десантування є швидкою, але й небезпечною, особливо якщо десантник несе важкий вантаж, оскільки користувач ніяк не закріплений на канаті й може зірватися.

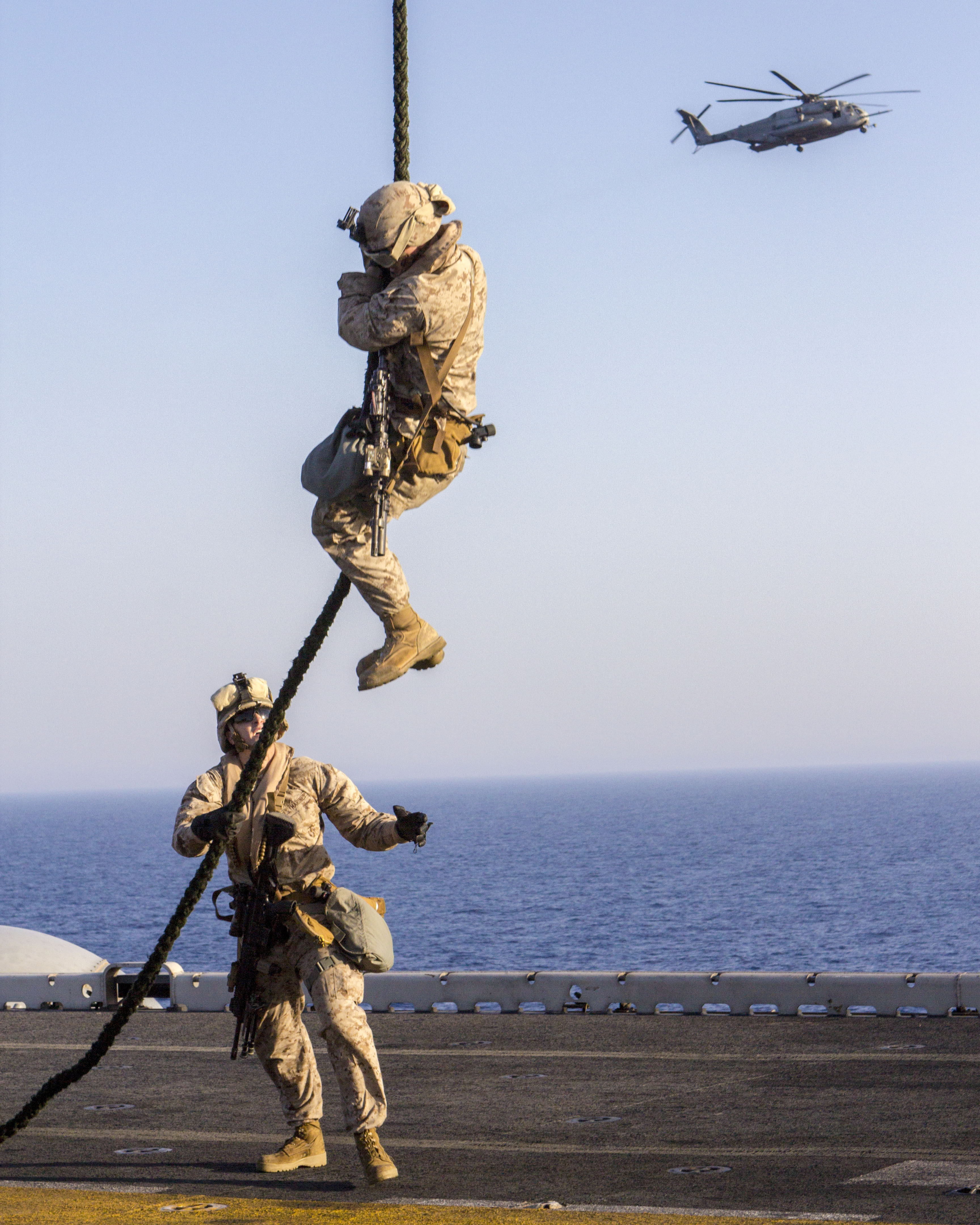
Морські піхотинці США висаджуються на палубу десантного корабля Kearsarge

Десантник тримається за канат руками в захисних рукавицях (опціонально притримуючись також ногами) і ковзає по ньому вниз. Допускається спуск по мотузці кількох людей одночасно, за умови наявності між ними проміжку близько 3 м, щоб той, хто досяг землі, встиг відійти зі шляху наступного. Кількість людей, які використовують одну мотузку одночасно, обмежена висотою висіння гелікоптера та допустимим навантаженням на кріплення каната до вертольота і на канат. Зазвичай канат розрахований на одночасне використання не більше ніж п'ятьма особами вагою 120 кг кожна (з урахуванням обладнання):3.
Рукавиці, які захищають руки користувача від опіків, громіздкі й заважали б вести бій або виконувати інші завдання, що вимагають тонкої моторики рук, тому їх надягають поверх тактичних рукавичок і знімають відразу після спуску.
Щодо використання під час спуску ніг, до цього питання є різні підходи. У Корпусі морської піхоти США навчають використовувати ноги під час спуску для додаткової страховки на випадок, якщо руки якимось чином зіслизнуть з каната (інструктори розповідають про випадки, коли при надто швидкому спуску рукавички сильно розігрівалися, внаслідок чого десантник рефлекторно відпускав канат, падав і отримував травму). Британські ж військові не радять триматися за канат черевиками під час спуску, оскільки залишки гуталіну з них на канаті можуть зробити його надто слизьким для того, хто спускатиметься наступним.